# Portal de Periódicos CAPES
O Portal de Periódicos CAPES foi oficialmente criado pela Coordenação de Aperfeiçoamento de Pessoal de Nível Superior (CAPES), fundação do Ministério da Educação (MEC), em 11 de novembro de 2000. O portal de periódicos foi elaborado com a pretensão de fortalecer os programas de pós-graduação no Brasil por intermédio da democratização do acesso online à informação científica.
O Portal de Periódicos CAPES fornece por meio do seu site acesso a diversos conteúdos em formato eletrônico, tais como: textos disponíveis em mais de 45 mil publicações periódicas, nacionais e internacionais; diversas bases de dados que reúnem trabalhos acadêmicos e científicos, além de patentes, teses e dissertações entre outros tipos de materiais, cobrindo todas as áreas do conhecimento.
Possuem acesso livre e gratuito ao Portal de Periódicos CAPES professores, pesquisadores, alunos e funcionários de instituições vinculadas ao projeto. O portal pode ser acessado por intermédio de computadores conectados a internet no interior das instituições que fazem parte do projeto ou por acesso remoto por meio de usuário e senha, esta última maneira foi denominada como acesso CAFE (Comunidade Acadêmica Federada).
Podem acessar gratuitamente o Portal de Periódicos CAPES as seguintes instituições:
1. Instituições federais de ensino superior;
2. Unidades de pesquisa com pós-graduação, avaliadas pela CAPES com nota 4 (quatro) ou superior;
3. Instituições públicas de ensino superior estaduais e municipais com pós-graduação avaliadas pela CAPES com nota 4 (quatro) ou superior;
4. Instituições privadas de ensino superior com pelo menos um doutorado com avaliação 5 (cinco) ou superior pela CAPES;
5. Instituições com programas de pós-graduação recomendados pela CAPES e que atendam aos critérios de excelência definidos pelo Ministério da Educação (MEC)

Usuários de instituições não participantes
Àqueles que desejam acessar o Portal de Periódicos e não possuem vínculo com uma instituição conveniada, devem procurar a biblioteca da instituição participante mais próxima. O atendimento será realizado dentro das condições estabelecidas pelos contratos firmados entre a CAPES e as editoras que integram o Portal.
O Portal CAPES também oferece  acesso livre a conteúdo de alta qualidade, que inclui bases de dados nacionais e internacionais selecionadas pela equipe do Portal. Também são disponibilizadas referências de teses e dissertações produzidas nos programas de pós-graduação de todo o Brasil e periódicos brasileiros com uma boa avaliação no Qualis - CAPES. Ou seja, além dos recursos de acesso restrito, o Portal disponibiliza outros de acesso livre, bastando estar conectado à internet para acessá-los.
1. ↑  http://www.periodicos.capes.gov.br/index.php?option=com_pcontent&view=pcontent&alias=historico&Itemid=122
2. ↑  http://www.periodicos.capes.gov.br/index.php?option=com_pcollection&Itemid=105
3. ↑  http://www.periodicos.capes.gov.br/?option=com_plogin&ym=3&pds_handle&calling_system=primo&institute=CAPES&targetUrl=http://www-periodicos-capes-gov-br.ez106.periodicos.capes.gov.br&Itemid=155&pagina=CAFe
4. ↑  https://www.capes.gov.br/acessoainformacao/perguntas-frequentes/periodicos/4117-quais-sao-as-instituicoes-participantes-do-portal

"Fundação CAPES Ministério da Educação"
"Portal de Periódicos CAPES"